# توني هادلي (لاعب كرة قدم)
توني هادلي (بالإنجليزية: Tony Hadley)‏ هو لاعب كرة قدم بريطاني، ولد في 5 يوليو 1955 في Upminster ‏ في المملكة المتحدة. لعب مع كولتشستر يونايتد ونادي ساوثيند يونايتد.